# Rodolfo Cardoso
Rodolfo Esteban Cardoso (* 17. Oktober 1968 in Azul) ist ein ehemaliger argentinischer Fußballspieler und heutiger Trainer.

## Karriere als Spieler

### Im Verein
Cardoso begann in Argentinien beim EAC Azul mit dem Fußballspielen und wechselte in die Jugendabteilung von Estudiantes de La Plata. In der Saison 1989/90 zog er nach Deutschland zum damaligen Bundesligisten FC 08 Homburg. Nach Abschluss dieser Spielzeit stieg der FC Homburg ab; Cardoso spielte mit dem Verein die nächsten drei Jahre in der 2. Bundesliga.
Im Sommer 1993 unterzeichnete er einen Vertrag beim SC Freiburg, der gerade unter Trainer Volker Finke zum ersten Mal in die Bundesliga aufgestiegen und auf der Suche nach einem offensiven Mittelfeldspieler war. In seiner ersten Saison konnte nur knapp der Abstieg abgewendet werden; Cardoso spielte konstant gut und erzielte zehn Saisontore. Im folgenden Jahr erreichte das Team überraschend den dritten Tabellenplatz. In dieser Saison 1994/95 gelangen dem Spielgestalter 16 Tore in 30 Partien, darunter zwei Treffer beim 5:1-Heimsieg gegen Bayern München.
Nach diesen Leistungen wurden mehrere Vereine auf Cardoso aufmerksam, sodass er zur Saison 1995/96 zu Werder Bremen wechselte. Dort kam er jedoch auch aufgrund von Verletzungen (Cardoso fiel gleich nach seinem Wechsel in der Vorbereitungszeit mehrere Wochen wegen einer Adduktoren-Zerrung und einer Hüftprellung aus) nicht wie gewohnt zum Einsatz. Nach 15 Monaten in Bremen wollte er im Oktober 1996 einen Neuanfang wagen, als er beim Hamburger SV, der von Felix Magath trainiert wurde, unterschrieb. Er wurde zunächst ausgeliehen und im Mai 1997 fest verpflichtet. Doch auch hier konnte er nicht mehr an seine Torgefährlichkeit aus seiner Freiburger Zeit anknüpfen; in 28 Spielen erzielte er nur zwei Tore. Der neue Trainer Frank Pagelsdorf plante nicht mehr mit Cardoso und sortierte ihn aus.
Deshalb wurde Cardoso in der Winterpause der Spielzeit 1997/98 an den hoch verschuldeten argentinischen Verein Boca Juniors verliehen. Nachdem einige Monate später ein Verkauf an die Argentinier angedacht war, konnte der Verein die vom HSV geforderte Ablösesumme nicht bezahlen. Daraufhin wurde Cardoso nach nur einem halben Jahr bei Boca Juniors an Estudiantes de La Plata weiterverliehen. Auch der Vereinsführung von Estudiantes wurde Cardoso nach einem Jahr vom Hamburger Sportdirektor Holger Hieronymus zum Kauf angeboten. Doch auch dieser Club konnte den Transfer nicht finanzieren. Schließlich wurde erfolglos versucht, Cardoso an Klubs in Mexiko und Griechenland zu vermitteln.
Daraufhin kehrte er zum HSV zurück. Er entwickelte sich dort überraschend und unverhofft zum Leistungsträger und Publikumsliebling. In seiner Comeback-Saison (1999/2000) bestritt er 28 Spiele, erzielte acht Tore und führte die Mannschaft in die Qualifikation zur Champions League. Weitere fünf Jahre lang spielte er für den HSV, wurde aber von vielen Verletzungen geplagt. Er unterzog sich insgesamt vier Operationen, drei davon am linken Knie. 2000 erreichte er mit dem HSV den dritten und 2003 den vierten Tabellenplatz. Während dieser Zeit gewann er auch seinen einzigen Titel in seiner Karriere, den Ligapokal 2003, als man im Finale Borussia Dortmund mit 4:2 besiegte. Nachdem er aufgrund mehrerer Muskelfaserrisse in der Saison 2003/04 nur noch auf neun Einsätze in der Profimannschaft gekommen war, wechselte er im März 2004 in die Amateurmannschaft der Hamburger. Dort hatte er noch sechs Einsätze.
Insgesamt absolvierte Cardoso 220 Bundesligaspiele und schoss dabei 47 Tore.

### Nationalmannschaft
Der Mittelfeldspieler hatte acht Einsätze in der Nationalmannschaft von Argentinien und war Teilnehmer bei der Copa América 1997 in Bolivien.

## Karriere als Trainer
Cardoso leitete nach seinem Karriereende im Jahre 2004 die Fußball-Schule Norderstedt bei Hamburg. Beim Hamburger SV fungierte er 2008 zunächst als Trainer für die U-19. Im Januar 2009 wurde er Trainer der zweiten Mannschaft des Vereins, ebenfalls eine Jugendmannschaft im Bereich U-23, die jedoch gleichzeitig in der drittklassigen Regionalliga Nord im Herrenfußball aktiv war. Nach der Entlassung von Profi-Cheftrainer Armin Veh am 13. März 2011 übernahm er interimsweise bis Saisonende den Posten des Co-Trainers für Michael Oenning, der selbst als voriger Co-Trainer Armin Vehs in der Bundesliga übernommen hatte. Zur neuen Saison kehrte Cardoso zur U-23 zurück.
Trotz fehlender Trainerlizenz wurde Cardoso nach der Entlassung von Michael Oenning im September 2011 interimistisch Trainer der Profimannschaft. Bei seinem ersten Spiel führte er den HSV am 23. September 2011 gegen den VfB Stuttgart zum ersten Sieg der Saison. Nachdem der DFB eine weitere Tätigkeit Cardosos als Cheftrainer aufgrund der fehlenden Fußballlehrerlizenz nicht genehmigt hatte, wurde er im Oktober 2011 für ein Spiel Co-Trainer an der Seite des Sportdirektors und neuen Interimstrainers Frank Arnesen.
Ab Anfang Juni 2013 nahm Cardoso – neben seiner Tätigkeit als Jugendtrainer – am Fußballlehrerlehrgang des DFB an der Hennes-Weisweiler-Akademie in Köln teil, den er im April 2014 erfolgreich abschloss. Am 17. September 2013 unterbrach er den Lehrgang, um die Erstligaelf des Hamburger SV nach der Entlassung von Thorsten Fink vorübergehend als Interimstrainer mit U-19-Trainer Otto Addo zu betreuen. Zusammen verlor das Trainergespann zwar das Nordderby gegen Werder Bremen mit 0:2, führte das Team aber mit einem 1:0-Sieg gegen die SpVgg Greuther Fürth ins Achtelfinale des DFB-Pokal. Sein zum Saisonende auslaufender Vertrag für die zweite Mannschaft wurde nicht verlängert.
Schon im August desselben Jahres kehrte Cardoso jedoch als Techniktrainer zum HSV zurück; er arbeitete im Nachwuchsbereich mit den Altersklassen U-15 bis U-19. Am 12. November 2014 übernahm er die U-16. Ab dem 31. März 2015 trainierte Cardoso wieder die zweite Mannschaft des HSV. Er übernahm den Posten von Daniel Petrowsky, der die Mannschaft aus gesundheitlichen Gründen nicht betreuen konnte, interimsweise bis Saisonende.
Danach kehrte er wieder zur U16 zurück, doch nach sechs Niederlagen in sechs Spielen der Saison 2015/16 wurde Cardoso im Oktober 2015 beurlaubt. Anschließend war er in der Scoutingabteilung tätig.
Am 6. Februar 2018 wurde Cardoso unter Bernd Hollerbach Co-Trainer der Profimannschaft. Am 12. März 2018 wurden Hollerbach und Cardoso freigestellt, nachdem der HSV acht Spieltage vor dem Saisonende mit sieben Punkten Rückstand auf den Relegationsplatz auf den 17. Tabellenplatz abgerutscht war. Cardoso blieb beim HSV und wurde wieder als Trainer im Nachwuchsbereich tätig.

## Privatleben
Cardoso erhielt von seinem Vater den Spitznamen Pelú (deutsch: Fussel).
2006 wurde Cardoso wegen fahrlässiger Tötung zu einer Geldstrafe von 9.000 Euro verurteilt. Er hatte einem Motorradfahrer, der zu schnell fuhr, die Vorfahrt genommen; dieser starb vier Tage später im Krankenhaus.
Cardoso lebt mit seiner Familie in Hamburg.

## Erfolge als Spieler
- DFB-Ligapokal:
  - 1× Sieger 2003 mit dem Hamburger SV

- Fußball-Bundesliga:
  - 2× Platz 3 1995 mit dem SC Freiburg sowie 2000 mit dem Hamburger SV
  - 1× Platz 4 2003 mit dem Hamburger SV